# Пианело Вал Тидоне
Пианѐло Вал Тидо̀не (на италиански: Pianello Val Tidone, на местен диалект Pianèl, Пианел) е село и община в северна Италия, провинция Пиаченца, регион Емилия-Романя. Разположено е на 192 m надморска височина. Населението на общината е 2296 души (към 2010 г.).